# السجلات التاريخية لملايو
تاريخ ملايو (بالجاوية: سجاره ملايو) أو السجلات التاريخية لملايو عبارة عن عمل أدبي يتناول الحديث عن جماعة ملايو يغطي فترة زمنية تمتد لأكثر من 600 عام، بين الحين والآخر، وسلاسل النسب لحكام أرخبيل الملايو. ويُعتقد أن الملك الجديد أو حاكم جوهر السلطان يانغ دي بيرتوان دي هيلير رجا عبد الله (رجا بونجسو)، هو من كلف بهذا الأمر عام 1921، لاحقًا من قِبل حامل اللقب، صاحب السمو سلطان عبد الله مايات شاه ابن السلطان عبد الجليل شاه). في عام 1613، تم تدمير عاصمة جوهر المسماة باتو سوار على أيدي الغزاة الآتشيهيين واعتقال راجا عبد الله وحاشيته بالكامل ونفيهم إلى إقليم آتشيه.
في سياق متصل، أرسل السلطان عبد الله في طلب سيري نارا وانجاسا تون بامبانغ (تون بامبانغ) للتشاور مع بانداهرا بادوكا راجا تون محمد محمود (يُعرف كذلك باسم، تون سري لانانج) يوم الخميس 12 ربيع الأول 1021، الموافق 13 مايو 1612 بشأن تحرير نصوص تاريخ ملايو، يرافقهما أورانج كايا سوجو من جوا.

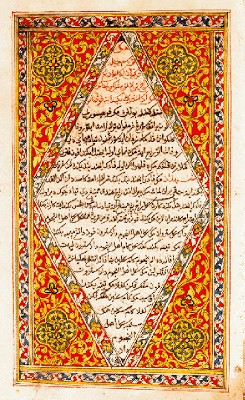
واجهة نسخة من السجلات التاريخية لملايو

لقد كان تون سري لانانج محرر وجامع محتوى تاريخ ملايو؛ حيث قام بتحرير وجمع الجزء الأكبر منه في جوهر ثم أنهى الجزء المتبقي أثناء احتجازه في آتشيه.
ثم تمت كتابة النسخة الأصلية من تاريخ ملايو أثناء فترة حكم سلطنة ملقا بملقا. وتم جمع أجزاء السجل معًا عندما فر صاحب السمو السلطان محمد شاه من ملقا عام 1511 بعد الميلاد. وفي خلال عام 1528 بعد الميلاد، تم جلب ناشكاه (النسخة) الأصلية إلى جوهر من كامبار. ثم استحوذ البرتغاليون على مخطط نصوص تاريخ ملايو عام 1536 أثناء مهاجمتهم لإقليم جوهر القديمة (جوهر لاما). وفي وقت لاحق، تمكن أورانج كايا سوجو من إعادة النصوص إلى جوهر.
شملت الموضوعات التي يتناولها العمل تأسيس مملكة ملقا وعلاقتها بالممالك المجاورة، وظهور الإسلام وانتشاره في المنطقة، وتاريخ المملكة في المنطقة، فضلاً عن التسلسل الإداري لمملكة ملقا والولايات التي خلفتها. وخلال نقطة التحول التي شهدتها سلطنة جوهر منذ عام 1612، اجتمع السلاطين لتقرير الشرعية السياسية. وفي إطار إطلاعهم على علم الأنساب والتدوين التاريخي، لأصحاب السمو، اعتمد السلاطين مبدأ الحريات لأسباب سياسية أفضل.
في الأصل، تمت كتابة المخطوطات بـ اللغة الملايوية الكلاسيكية على الأوراق التقليدية في المخطوطات الجاوية القديمة. ونشرت نسخة منها عام 1924، بالأبجدية الرومانية بواسطة ويليام شيلابر.
أُدرجت السجلات التاريخية لملايو في التسجيل الدولي لـ سجل ذاكرة العام التابع لمنظمة اليونسكو عام 2001.

## تتبع النسل
يروي تاريخ ملايو أن أمير مملكة سريفيجايا حكم باليمبانج وهو يحمل لقب سري المهراجا سانغ أوتاما باراميسوارا باتارا سري تري بوانا (المعروف أيضًا باسم سانغ نيلا أوتاما). وقام صاحب السمو سانغ نيلا أوتاما بتحديد وتعريف العلاقة القانونية التي يلزم أن تنشأ بين حاكم ملايو وبين رعاياه.
ولاحقًا اُعتمد لقب سري المهراجا سانغ أوتاما باراميسوارا باتارا سري تري بوانا ليتم إطلاقه على ابن الحاكمة الأنثى لبينتان، وان سري بينيان. وفي أثناء وصوله إلى بينتان، قام باستكشاف جزيرة تيماسيك المجاورة (سنغافورة الحديثة) في محاولة للبحث عن موقع يصلح لبناء بلدة أو مدينة محصنة. وبهذا، أصبحت سلالته حكام وملوك تيماسيك. وكان آخر ملوك تيماسيك بادوكا سري ماهراجا باراميسوارا. ولكنه في نهاية المطاف خسر تيماسيك لصالح إمبراطورية ماجاباهيت بعد الحكم على زوجته بخلع ثوبها المرصع بالمجوهرات، أمام العامة. في نفس الوقت، تصرف والدها سانغ راجونا تابا، أحد وزراء تيماسيك، في مقتنيات أسرته، بدّل الأطراف وفتح الطريق أمام غزو ماجاباهيت الناجح الذي أطاح ببادوكا سري ماهراجا باراميسوارا. وبعدها فر بادوكا سري ماهراجا باراميسوارا إلى ناحية الشمال وفي وقت لاحق أسس سلطنة ملقا وأدخل مراسم البلاط الملكي والقوانين واللوائح التي أصبحت الأساس الذي تقوم عليه إدارة ملقا.

### اسكندر دزولكارنيان والمفاهيم الخاطئة الشائعة
آمن المسلمون بأن اسكندر دزولكارنيان كان الفاتح الأعظم لآسيا الصغرى كما ذُكر في القرآن الكريم؛ حيث ورد ذكر الحاكم دزولكارنيان (الآية 18:83). ويعرف اسكندر دزولكارنيان باسم الإسكندر الأكبر أو كورش الكبير.

## هانغ تواه، وهانغ جيبات وهانغ كاستوري
بحسب ما ورد في حكايات هانغ تواه، واجه هانغ تواه هانغ جيبات وقتله. على الجانب الآخر ورد في تاريخ ملايو أن هانغ كاستوري قُتل على يد هانغ تواه وليس على يدي هانغ جيبات. ومع ذلك، ورد في إحدى النسخ المراجَعة من تاريخ ملايو بقلم عبد الصمد أحمد أن تواه تقاتل مع جيبات، وليس كاستوري.

## هانغ نديم
وفقًا للسجلات التاريخية لملايو، لقد جاء الوقت الذي عانت فيه القرى المتواجدة على طول ساحل سنغافورة من الهجمات الشرسة لمجموعات أسماك السيف. وبناءً على نصيحة من صبي ألمعي يُدعى هانغ نديم، بنى حاكم سنغافورة حاجزًا مصنوعًا من سيقان الموز على طول الساحل، والتي عملت بنجاح على محاصرة السمكة المهاجمة ؛حيث تعلق من خطمها وهي تقفز من المياه.
ولم تأتِ النسخة المراجعة من تاريخ ملايو بقلم عبد الصمد أحمد، على ذكر اسم هذا الصبي.

## الغزو البرتغالي لملقا
وفقًا للسجلات التاريخية لملايو، شن الجيش البرتغالي، بقيادة ألفونسو دي البوكيرك، هجومًا ثانيًا على ملقا (في عهد السلطان أحمد شاه)، وتصدى للهجوم الأول آخر رئيس وزراء (بندهارا) تون مطهر. لقد كان الهجوم على المدينة عظيمًا في اليوم الأول، وفي اليوم الثاني، سقطت ملقا في أيدي البرتغال. ومع ذلك، وبحسب السجلات البرتغالية، بدأ اعتداء البوكيرك على ملقا في 25 يوليو 1511، (يوم عيد سانت جيمس)، واستمرت المعركة مدة 15 يومًا قبل أن يتم الاستيلاء على المدينة في نهاية المطاف في 15 أغسطس. كذلك، تذكر السجلات البرتغالية، وبخاصة تلك التي كتبها ابن البوكيرك، أن القائد العام بجيش ملقا، سلطان أحمد شاه، سقط في أرض المعركة.[بحاجة لمصدر] ومع ذلك، بحسب السجلات التاريخية لملايو، نجا السلطان أحمد شاه من الموت في المعركة، وانسحب إلى مكان أكثر أمانًا، فقط ليقوم والده بتنفيذ حكم الإعدام عليه.